# Ferdinand Zink
Ferdinand Zink (* 14. Dezember 1987 in München) ist ein deutscher Eishockeyspieler (Verteidiger), der in der abgelaufenen Saison bei den Erding Gladiators in der Bayernliga unter Vertrag stand.

## Karriere
Zink begann seine Karriere im Alter von 15 Jahren in der Saison 2002/03 beim ESV Kaufbeuren in der Junioren-Bundesliga, bevor er zur Saison 2003/04 zu den Starbulls Rosenheim in die DNL wechselte.
Seine nächste Station in der DNL war der EV Landshut, bevor er beim EHC München einen Vertrag für die Saison 2005/06 in der 2. Bundesliga unterschrieb. Während seiner Zeit beim EHC München wurde er auch beim EHC Klostersee in der Oberliga eingesetzt, zu dem er zur Saison 2006/07 wechselte.
In der Saison 2007/08 stand Zink bei den Wanderers Germering in der Bayernliga unter Vertrag, bevor er zur Saison 2008/09 zu Deggendorf Fire in die Oberliga wechselte. Nach 17 Spielen verließ Zink Deggendorf Fire und wechselte in die Bayernliga zu den Erding Gladiators und spielte die Saison dort zu Ende.
Anschließend verbrachte er drei weitere volle Spielzeiten bei den Erding Gladiators. Er hatte großen Anteil am bisher größten Vereinserfolg, dem Aufstieg in die Oberliga und das Erreichen des Bayernliga-Finales. In der Aufstiegssaison 2010/11 gelang ihm noch dazu seine persönlich beste Punkteausbeute. Unter anderem gehörte er in dieser Spielzeit in den Playoffs zu den Top 3 Verteidigern der Liga.

## Statistiken
(Legende zur Spielerstatistik: Sp oder GP = absolvierte Spiele; T oder G = erzielte Tore; V oder A = erzielte Assists; Pkt oder Pts = erzielte Scorerpunkte; SM oder PIM = erhaltene Strafminuten; +/− = Plus/Minus-Bilanz; PP = erzielte Überzahltore; SH = erzielte Unterzahltore; GW = erzielte Siegtore; 1 Play-downs/Relegation; Kursiv: Statistik nicht vollständig)